# 애매 넷 달링
《애매 넷 달링》(曖昧ネットだーりん 아이마이 넷토 다링[*])은 '코가미 아키라 & 시라이시 미노루' 명의로 발매된 콘노 히로미와 시라이시 미노루의 싱글 CD다. 2007년 7월 25일 발매되었다.

## 개요
TV 애니메이션 《러키☆스타》의 관련 프로그램인 라디오 《러키☆채널》의 오프닝 테마와 엔딩 테마가 수록되고 있다.
쟈켓에는 코가미 아키라와 시라이시 미노루가 그려져 있지만 다른 작품에서와 같이 시라이시 미노루에게는 채색이 되어있지 않다.

## 수록곡
1. 曖昧ネットだーりん
작사：하타 아키　작곡・편곡：코우사키 토오루
2. こねらぶ☆みっしょん
작사：하타 아키　작곡・편곡：코우사키 토오루
3. 曖昧ネットだーりん（off vocal）
4. こねらぶ☆みっしょん（off vocal）

## 비고
- 양곡 모두 콘노 히로미와 시라이시 미노루의 애드립[2]이 여기저기에 포함되어 있다. 또, 자세히 밝히지는 않았지만 일류 뮤지션이 연주에 참가하고 있다고 한다[3].